# Ośrodek Kursów Partyjnych
Ośrodek Kursów Partyjnych – ośrodek przy Komitecie Centralnym PZPR, działający od 26 kwietnia 1974 do 29 stycznia 1990. Zajmował się szkoleniem członków PZPR. 

## Kierownicy[1]
- 1974–1982 - Zdzisław Nowak
- 1982–1989 - Janusz Siezieniewski

## Siedziba
Ośrodek mieścił się w Warszawie przy ul. Szarej 10a.